# Carlos Carbonell y Morand
Carlos Carbonell y Morand (Alcoy, 2 de septiembre de 1856-Córdoba, 11 de febrero de 1917) fue un empresario español, conocido por ser el mayor impulsor de Aceites Carbonell. 

## Biografía
Fue el hijo mayor del fundador de la empresa de aceites Carbonell de Córdoba Antonio Carbonell Llacer y Cándida Morand. Contrajo nupcias con Asunción Ruiz del Portal y Martínez de la Vega y tuvo nueve hijos.
Antonio Carbonell se traslada a Córdoba y allí funda en 1866 la empresa de aceites Carbonell. Carlos Carbonell fue el verdadero impulsor de la empresa, llegando a situarla en la primera década del siglo XX como una de las empresas de transformación de productos agrícolas más importantes de España, estando a la cabeza de las exportadoras de aceite.
Estudió en el colegio de Carrión de los Condes y posteriormente cursó el bachillerato en el Instituto Málaga, volviendo a la ciudad de Córdoba a la edad de 14 años. Comienza a estudiar Derecho en la Universidad Libre de Córdoba, aunque no llegó a terminar la carrera porque se incorpora al negocio familiar. Pronto se sintió inclinado al comercio, enviándolo su padre a la Escuela de Comercio de Marsella. Desde 1874 estuvo vinculado a la casa Carbonell y, tras la muerte de su padre en 1878, fue gerente de la misma hasta su fallecimiento.
Creador del lema de la casa Carbonell «La unión, la providencia y el trabajo», fue el principal aglutinador de toda la familia en torno a la empresa en la que llegaron a coincidir como socios tres generaciones. Destaca su capacidad como hombre emprendedor y organizador, impulsor de numerosas obras en pro de Córdoba y Andalucía, así fundó la Cámara de Comercio de Córdoba y actuó en los litigios planteados entre las provincias de Córdoba y Sevilla por los riegos del Guadalquivir. Fue el principal impulsor en la construcción del pantano del Guadalmellato y del ferrocarril de Puertollano, organizó diversas exposiciones provinciales y regionales en las que se dieron a conocer los productos de nuestra región, además de la Empresa de Electricidad de Casillas, la Fábrica de Harinas de Santa Cándida. Fue elegido diputado tres veces y nombrado una cuarta por orden real.
Falleció el 11 de febrero de 1917. En su memoria tiene dedicada una calle en Córdoba.

## Familia
Su tío Joaquín Carbonell Llàcer, (Alcoy, 1829-Córdoba, 1894) fue intendente General de Hacienda en las Islas Filipinas, secretario general de Cuba y presidente del Tribunal Supremo de Cuentas de Cuba. Su hermano, José Carbonell Morand, (Alcoy, 1861-Madrid, 1922) fue un ingeniero autor del proyecto de ferrocarril directo de Madrid a Valencia, el de Villajoyosa en Dénia y el de Alicante en Villajoyosa.